# Biroul Federal de Investigații
Biroul Federal de Investigații (în engleză Federal Bureau of Investigation, FBI) este o agenție federală de investigații a crimelor, aparținând Departamentului de Justiție al Statelor Unite.
Mottoul acestei agenții este „Fidelitate, Bravură, Integritate”.
FBI are sediul în Washington DC și are 56 de birouri pe întreg teritoriul SUA, peste 400 de agenții rezidente în orașe și orășele mai mici și mai mult de 50 de birouri internaționale.
Din august 2000, FBI are un birou și în România.